# Biografielijst Lj

## Lja
- Anatoli Ljadov (1855-1914), Russisch componist
- Borys Ljatosjynsky (1885–1968), Oekraïens componist

## Lju
- Ivan Ljubičić (1979), Bosnisch-Kroatisch tennisser
- Goran Ljubojević (1983), Kroatisch voetballer
- Mikael Ljungberg (1970-2004), Zweeds worstelaar
- Ellinor Ljungros (1953), Zweeds atlete